# Vistara
Tata SIA Airlines Limited, operante come Vistara, era una compagnia aerea indiana con sede a Gurgaon e hub presso l'aeroporto Internazionale Indira Gandhi.
Il vettore, una joint venture tra Tata Sons e Singapore Airlines, ha iniziato le operazioni il 9 gennaio 2015 con il volo inaugurale tra Delhi e Mumbai.
Al giugno 2016, la compagnia aerea aveva trasportato più di due milioni di passeggeri e da maggio 2019 deteneva una quota del 4,7% del mercato dei vettori nazionali, diventando così la sesta compagnia aerea nazionale per passeggeri trasportati.
L'ultimo volo di Vistara è stato effettuato l'11 novembre 2024.
Dal 12 novembre 2024, sono terminate le attività della compagnia a seguito della fusione con la compagnia di bandiera del paese Air India.

## Storia
La compagnia aerea nasce nel 2013 come joint venture (JV) tra il conglomerato indiano Tata Sons e Singapore Airlines (SIA). Le due società avevano fatto un'offerta a metà degli anni novanta per lanciare un vettore in India che non ebbe successo, essendo stata negata l'approvazione normativa dal governo indiano. Con l'apertura del settore delle compagnie aeree da parte dell'India al 49% degli investimenti diretti esteri (IDE) nel 2012, Tata e SIA hanno deciso ancora una volta di lanciare in joint venture una compagnia aerea in India. Vistara è stata concepita come un vettore premium per soddisfare le richieste dei viaggiatori d'affari di fascia alta nel mercato dell'aviazione civile indiano dominato dai vettori low cost. Il Foreign Investment Promotion Board indiano ha approvato la JV nell'ottobre 2013, consentendo a SIA di acquisire una partecipazione del 49%. Le due società madri inizialmente si sono impegnate a investire un totale di 100 milioni di dollari come capitale iniziale, con Tata Sons che possiede il 51% e Singapore Airlines che possiede il restante 49%. Questo faceva parte della seconda grande incursione di Tata nel settore dell'aviazione insieme a una partecipazione di minoranza in AirAsia India. La prima impresa della compagnia, Tata Airlines, era stata fondata negli anni trenta e in seguito è diventata la compagnia di bandiera Air India dopo la nazionalizzazione.
L'11 agosto 2014, l'azienda ha svelato la sua identità "Vistara". Il nome è stato preso dalla parola sanscrita vistāra, che significa "distesa illimitata". Vistara ha ricevuto il certificato di operatore aereo dalla Direzione Generale dell'Aviazione Civile il 15 dicembre 2014 e ha iniziato ad operare il 9 gennaio 2015. Vistara è diventato il primo vettore ad operare servizi nazionali dal nuovo Terminal 2 dell'aeroporto Internazionale Chhatrapati Shivaji di Mumbai. Il 24 agosto 2015, Vistara ha inaugurato l'Aviation Security Training Institute, un istituto interno per la formazione del personale di cabina, del personale di sicurezza e di altri settori legati all'industria aeronautica. L'istituto ha ottenuto le necessarie approvazioni dall'ente nodale Bureau of Civil Aviation Security. Dal primo mese di attività, Vistara ha costantemente raggiunto record di puntualità molto elevati di oltre il 90%, il più alto tra i vettori nazionali indiani. Il 20 agosto 2015, Vistara ha dichiarato di aver trasportato mezzo milione di passeggeri in poco più di sette mesi di operazioni. A partire da febbraio 2016, Vistara detiene una quota del 2% nel mercato nazionale dei vettori. Vistara ha recentemente ricevuto l'adesione all'International Air Transport Association (IATA), entrando a far parte dell'associazione di oltre 280 compagnie aeree in tutto il mondo che rappresenta, guida e serve l'industria aerea. Con questo, Vistara diventa una delle poche compagnie aeree selezionate in India ad avere l'adesione alla IATA.
Vistara ha annunciato l'11 luglio 2019 che la loro prima destinazione internazionale sarebbe stata Singapore. La compagnia aerea ha avviato il suo primo servizio internazionale da Delhi a Singapore e da Mumbai a Singapore rispettivamente il 6 e 7 agosto utilizzando i Boeing 737-800.
Il 29 febbraio 2020, la compagnia aerea ha preso in consegna il suo primo Boeing 787-9, diventando la prima compagnia aerea indiana a operare questo tipo di aereo. Il 28 maggio 2020, la compagnia aerea ha operato il suo primo volo commerciale con un Boeing 787-9 Dreamliner sulla rotta Delhi-Calcutta. Il 28 agosto dello stesso anno, la compagnia aerea ha iniziato il suo primo volo intercontinentale tra Delhi e Londra Heathrow.
Nel 2024 Vistara inizia l'integrazione con la compagnia di bandiera indiana: con la fusione tutte le operazioni di Vistara vengono trasferite e gestite da Air India. Questo porta Singapore Airlines a detenere il 25,1% nella nuova Air India.
L'ultimo volo di Vistara è stato effettuato l'11 novembre 2024: volo UK115 Delhi - Singapore (DEL-SIN), con decollo da Delhi alle 23:45.

## Servizi

### IFE (Inflight Entertainment)
Al momento Vistara non dispone di schermi LCD installati sul retro dei sedili. Per ovviare a ciò Vistara propone la visione dei contenuti multimediali attraverso una connessione WiFi con la quale il passeggero, collegandosi con il proprio dispositivo, può accedere alla libreria. Per la classe Business, la compagnia affida un iPad, con una libreria pre caricata, al passeggero in comodato d'uso. Il sistema, denominato IntelliCabin, è entrato completamente in vigore da dicembre 2015.

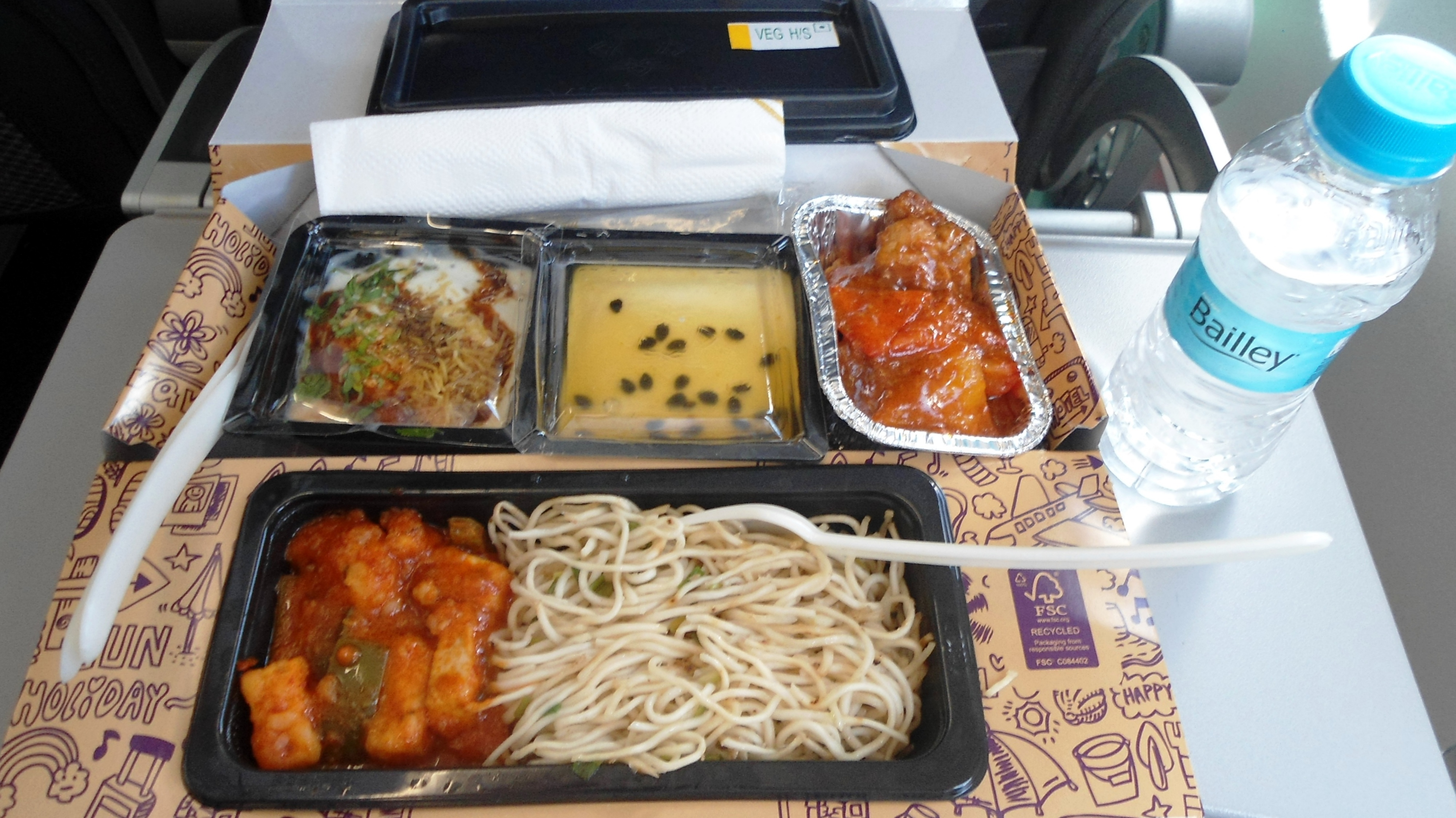
Pranzo in classe economica.

### Catering
Vistara per il catering di bordo di affida alla compagnia TajSATS Air Caterina, una join venture tra la Tata Sia e Singapore Airlines. Vistara offre diversi menù sia in base alla classe sia in base alla stagione e all'ora del volo. Il menù cambia ogni sette giorni ed è strutturato in modo che i clienti Business che viaggiano in giornata, non trovino lo stesso pasto sul volo di andata e di ritorno. Sono disponibili menù speciali da prenotare 24 ore prima del volo.

### Carta d'Imbarco Virtuale
Vistara, in partnership con GVK, ha introdotto la possibilità di scaricare, come molte compagnie aeree, la propria carta d'imbarco direttamente sul cellulare. Il servizio, ancora in via sperimentale, è disponibile solamente per i voli per/da l'hub della compagnia.

### Lounge
Il 29 Marzo 2016, Vistara ha inaugurato la sua prima lounge per i passeggeri di Business-class e per i possessori della carta Club Vistara Gold. La lounge si trova al livello partenze del terminal 3 all'Aeroporto Indira Gandhi di Delhi. La lounge è grande 250 metri quadrati, con vista airside, e può accogliere fino ad un massimo di 75 passeggeri.

### Programma Frequent Flyer
Il programma Frequent Flyer di Vistara è chiamato Club Vistara ed è basato sull'attribuzione di miglia date rispetto a quanto il biglietto è stato pagato. I possessori delle carte frequenti flyer di Singapore Airlines e SilkAir possono accumulare miglia viaggiando con Vistara. Allo stesso modo i clienti Club Vistara possono guadagnare miglia viaggiando con SilkAir e Singapore Airlines su tutte le rotte dove operano le compagnie. I possessori della carta gold possono accedere alla lounge della compagnia.

## Destinazioni
Ad agosto 2024, Vistara serve 50 destinazioni in 12 paesi. Il suo hub principale è presso l'aeroporto Internazionale Indira Gandhi. Il primo volo di Vistara è stato il 9 gennaio 2015, da Delhi a Mumbai. Il 6 agosto 2019, la compagnia aerea ha lanciato il suo primo volo internazionale, da Delhi a Singapore.

### Accordi commerciali
A gennaio 2022 Vistara ha accordi di codeshare con le seguenti compagnie:
- British Airways (OW)
- Japan Airlines (OW)
- Lufthansa (SA)
- Singapore Airlines (SA)
- United Airlines (SA)

A gennaio 2022 Vistara ha accordi d'interline con le seguenti compagnie:
- Aeroflot
- Air Canada
- Air France
- Air Mauritius
- All Nippon Airways
- American Airlines
- Arkia
- Delta Air Lines
- Emirates
- Ethiopian Airlines
- Finnair
- Flydubai
- Flynas
- Garuda Indonesia
- Gulf Air
- ITA Airways[34]
- Kenya Airways
- KLM
- Korean Air
- Kuwait Airways
- LOT Polish Airlines
- Malaysia Airlines
- Oman Air
- Qatar Airways
- RwandAir
- SriLankan Airlines
- Swiss
- Ukraine International Airlines
- Virgin Atlantic

## Flotta

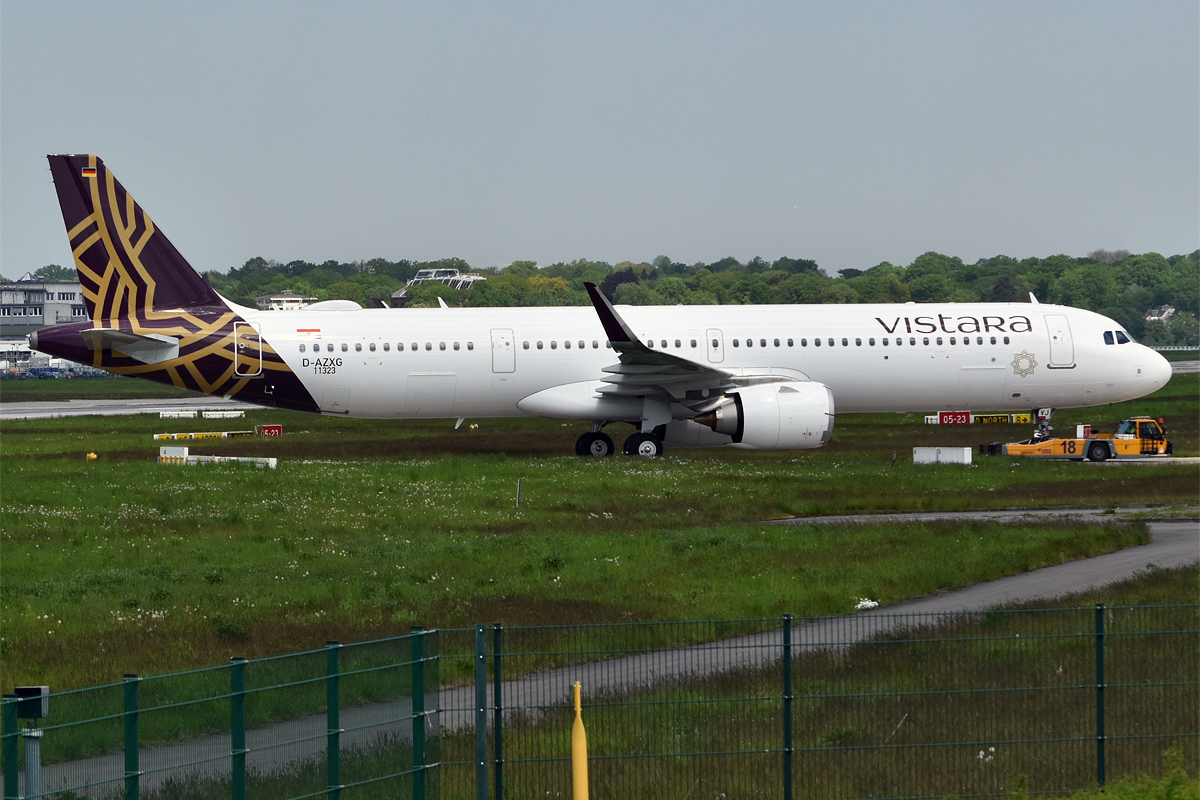
Un Airbus A321neo.

Ad agosto 2024 la flotta di Vistara è così composta: